# Johannesburg Indoor
Il Johannesburg Indoor è stato un torneo di tennis facente parte del Grand Prix giocato dal 1977 al 1981 a Johannesburg in Sudafrica su campi in cemento.

## Albo d'oro

### Singolare
| Anno | Vincitore                         | Finalista        | Punteggio          |
| ---- | --------------------------------- | ---------------- | ------------------ |
| 1972 | Cliff Richey                      | Manuel Orantes   | 6–4, 7–5, 3–6, 6–4 |
| 1973 | Brian Gottfried                   | Jaime Fillol     | W/O                |
| 1974 | Andrew Pattison                   | John Alexander   | 6–3, 7–5           |
| 1975 | Buster Mottram                    | Tom Okker        | 6–4, 6–2           |
| 1976 | Onny Parun                        | Cliff Drysdale   | 7–6, 6–3           |
| 1977 | Björn Borg contro Guillermo Vilas |                  | Titolo condiviso   |
| 1978 | Cliff Richey                      | Colin Dowdeswell | 6–2, 6–4           |
| 1979 | José Luis Clerc                   | Deon Joubert     | 6–2, 6–1           |
| 1980 | Heinz Günthardt                   | Victor Amaya     | 6–4, 6–4           |
| 1981 | Kevin Curren                      | Bernard Mitton   | 6–4, 6–4           |

### Doppio
| Anno | Vincitori                        | Finalisti                         | Punteggio     |
| ---- | -------------------------------- | --------------------------------- | ------------- |
| 1972 | John Newcombe Fred Stolle        | Terry Addison Bob Carmichael      | 6–3, 6–4      |
| 1973 | Robert Lutz Stan Smith           | Frew McMillan Allan Stone         | 6–1, 6–4, 6–4 |
| 1974 | Bob Hewitt Frew McMillan         | Jim McManus Andrew Pattison       | 6–2, 6–4, 7–6 |
| 1975 | Arthur Ashe Tom Okker            | Frew McMillan Bob Hewitt          | 6–3, 6–2      |
| 1976 | Marty Riessen Roscoe Tanner      | Frew McMillan Tom Okker           | 6–2, 7–5      |
| 1977 | Bob Hewitt Frew McMillan         | Charlie Pasarell Erik Van Dillen  | 6–2, 6–0      |
| 1978 | Bob Hewitt Frew McMillan         | Colin Dibley Geoff Masters        | 7–5, 7–6      |
| 1979 | Colin Dowdeswell Heinz Günthardt | Raymond Moore Ilie Năstase        | 6–3, 7–6      |
| 1980 | Bob Hewitt Frew McMillan         | Colin Dowdeswell Heinz Günthardt  | 6–4, 6–3      |
| 1981 | Bernard Mitton Raymond Moore     | Shlomo Glickstein David Schneider | 7–5, 3–6, 6–1 |